# TETUJAPAN
TETUJAPAN（テツジャパン）は、日本の音楽ユニット。株式会社ウルトラマリンに所属していた。レコードレーベルはFlyingBird。

## 概要
主に女性ヴォーカルの音楽プロデュースをメインとしているが、男性ヴォーカルやイベント用の音楽制作を行う事もある。楽曲制作だけでなくスマートフォンのアプリ配信やWEBサービスの配信なども手掛ける。
所属事務所の代表取締役を横山哲也が務めている。

## 詳細

### 結成時期
2001年、音楽ユニット「TETUJAPAN」を結成。当時、横山は明治大学Big Sounds Society Orchestraの一員として、「第31回YAMANO BIG BAND JAZZ CONTEST」にて最優秀賞、「第20回浅草JAZZコンテスト」バンド部門グランプリ、「第5回群馬県太田市大学 JAZZフェスティバル」優勝を獲得し、山野楽器からCDデビューも果たしている。

### アイドルプロデュース時代
2004年　インディーズアイドル「ぷちとまと」へ楽曲提供

### 事務所設立以後〜
2008年10月10日　株式会社ウルトラマリンを設立。ゲーム、イベント、プロモーション用など楽曲提供をメインとして活動する。2010年から本格的にユニット活動を再開。定期的にCDリリース、音楽配信を行い、2011年にはアプリ配信も開始する。

### 2010年 - 2012年
- 2010年12月1日、ミニアルバム「First Story」歌手：本田理紗子
- 2011年1月20日、音楽雑誌「CD Journal　2月号（株式会社音楽出版社）」
- 2011年1月21日、FirstStory」収録曲の「Seven Colors」「Melancholia」が、J-CASTニュースのUSTREAM番組「J-CAST THE FRIDAY」（毎週金曜日昼12時半から放送）の主題歌（OP／ED）に起用。【J-CAST THE FRIDAY】[3]
- 2011年3月9日、「Seven Colors」「Melancholia」iTunes[4]、IODA、レコチョクなど
- 2011年4月20日、シングルCDとして「Seven Colors」※カップリングは「Melancholia」
- 2011年9月15日、Androidアプリ「審判君」
- 2011年10月14日、Androidアプリ「代返君」
- 2012年1月30日、Android音楽アプリ「SevenColors Black Electro Remix」
- 2012年5月21日、「心花　-kokoro bana-」がiTunes、IODA、レコチョクなど
- 2012年9月23日、クラウドファンディングWEBサービス『タレントバンク』

## メンバー
| 人名                         | パート                               |
| ---------------------------- | ------------------------------------ |
| 横山哲也 （よこやま てつや） | ボーカル トランペット パフォーマンス |
| 橋 哲也 （はし てつや）      | コーラス ギター                      |

## サポートメンバー

### 現在
| 人名                           | パート             |
| ------------------------------ | ------------------ |
| 桑原秀綱 （くわばら ひでつな） | サウンドエンジニア |
| ししゃも （ししゃも）          | プログラミング     |